# Vasile Cândea
Vasile Cândea (n. 24 mai 1932, Lisa, Teleorman, România – d. 14 ianuarie 2020) a fost un medic cardiolog și general de armată român. El a fost ales ca deputat de Teleorman în legislatura 1996-2000, pe listele partidului PDSR.

## Biografie
Vasile Cândea s-a născut la data de 24 mai 1932, în comuna Lisa Vânători (județul Teleorman). După absolvirea Liceului Teoretic din Turnu Măgurele în 1951, a urmat apoi cursurile Facultății de Medicină Generală din cadrul U.M.F. „Carol Davila" din București (1957), urmând apoi studii postuniversitare în chirurgie generală, chirurgie de urgență, traumatologie, chirurgie toracică și chirurgie cardiovasculară în perioada 1962–1976.
După absolvirea facultății, a profesat ca medic de medicină generală în comunele Ungheni (jud. Argeș) și Bogdana (jud. Teleorman) (1957–1959), apoi ca medic militar la trupele de grăniceri din Constanța, cu grad de locotenent major (1959–1961). Timp de aproape 30 ani va lucra la Spitalul Militar Central din București, mai întâi ca medic de chirurgie generală (1961–1971) și apoi ca șef al Secției chirurgie cardio-vasculară (1976–1990).
În paralel cu activitatea de medic, el a efectuat o serie de cercetări științifice – clinice și experimentale – în următoarele domenii: șocul traumatic; contribuția sistemului limfatic în soc (studii prioritare în România); explorarea limfografică a limfaticelor cervicale (primele studii în România); contribuții originale în afecțiunile microcardului, plămânului, ficatului, pancreasului și sistemului imunitar, în timpul și după circulația extracorporală. Între anii 1972-1974 este asistent universitar la UMF București.
În anul 1975 a obținut titlul științific de doctor în științe medicale, cu teza: „Contribuții la participarea sistemului limfatic în șoc", studiu experimental, sub coordonarea științifică a prof. I. Teodorescu Exarcu. A efectuat apoi stagii de specializare în Franța (1979, 1980); Austria – Viena (1989, 1990); Israel (1992); S.U.A. (1993, 1995); Danemarca (1999) și Belgia (2001).
În anul 1990, este numit în funcția de director al Centrului de Boli Cardiovasculare al Armatei, apoi în perioada 1995-2002 este director general al Institutului de Cardiologie „Prof.Dr.C.C. Iliescu" din Fundeni. În anul 1992 obține prin concurs postul de titlul de profesor suplinitor al Catedrei de Chirurgie cardiovasculară II (nou înființată) din cadrul U.M.F. București, fiind promovat în anul 1994 ca profesor titular. De asemenea, în anul 1993, devine conducător științific de doctorat în chirurgie cardiovasculară.
Este autor al unot brevete de invenții cum ar fi „Banca de organe prin crioprezervare pentru transplant” sau medicamentul RUXABION (în terapia bolilor vasculare periferice, în special a celor venoase). În prezent, este profesor consultant la UMF „Carol Davila” din București.
Vasile Cândea a parcurs toate treptele ierarhiei militare începând cu gradul de locotenent major (1959). A fost avansat pe rând la gradele de căpitan medic (1964), maior (1969), locotenent colonel (la excepțional, 1975), colonel (la excepțional, 1978). La data de 27 decembrie 1987 a fost înaintat la gradul de general de brigadă (cu o stea). În anul 1995 primește gradul de general de divizie (cu 2 stele), fiind trecut în retragere.
Ulterior, a fost înaintat în retragere la gradul de general de corp de armată (cu 3 stele) la 30 noiembrie 2000  și apoi la gradul de general de armată (cu 4 stele) începând cu data de 1 decembrie 2004 .
Vasile Cândea era căsătorit și avea doi copii.

## Membru în asociații profesionale
De asemenea, general (r) prof. dr. Vasile Cândea este membru al mai multor asociații profesionale cu caracter medical sau științific, cum ar fi: 
- Academia de Științe Medicale - membru titular din 1989, apoi șeful secției de specialități chirurgicale;
- Academia Oamenilor de Știință din România - membru fondator, membru titular și președinte  din 1990;
- Societatea Română de Chirurgie Cardiovasculară – vicepreședinte și membru fondator;
- Societatea Română de Chirurgie Vasculară și Angiologie;
- Societatea Română de Flebologie;
- Societatea Română de Cardiologie;
- Uniunea Medicală Balcanică - secretar general;
- Societatea Internațională de Chirurgie Cardiovasculară;
- Societatea Europeană de Chirurgie Cardiovasculară;
- Colegiul francez de chirurgie vasculară;
- Societatea Internațională de Chirurgie Cardiovasculară „Michael Debakey";
- Academia de Științe din New York.

De asemenea, este membru fondator al fundațiilor: „Emil Palade"; „ProPatria"; „FOBAC"; „Cordis" a Centrului de boli cardiovasculare al armatei (președinte).

## Activitatea politică
În anul 1996, profesorul Vasile Cândea a devenit membru al Partidului Democrației Sociale din România (PDSR). El a fost ales ca deputat de Teleorman în legislatura 1996-2000, pe listele partidului PDSR. În această calitate, el a fost membru în Comisia pentru sănătate și familie a Camerei Deputaților, îndeplinind și funcția de secretar al comisiei (septembrie 1997 - decembrie 2000).
A fost inițiator a 3 proiecte legislative: P.L. 268/1999 privind modificarea valorii unor coeficienți de multiplicare din O.U.G. nr.28/1998, P.L. 426/1999 pentru modificarea alineatului (2) al articolului 14 din Legea nr.146/1999 privind organizarea, funcționarea și finantarea spitalelor și P.L.427/1999 pentru completarea art.171 din Legea nr.84/1995 privind Legea învățământului.

## Distincții
Vasile Cândea a beneficiat de recunoașteri naționale și internaționale, primind următoarele distincții:
- Premiul „Dr. Gh. Marinescu” al Academiei Române pentru monografia „Șocul: fiziopatologie clinică, tratament” (1975)
- Titlul de „Omul anului 2000 al American Biographical Inst.
- Premiul „Nicolae Teodorescu” al Academiei Oamenilor de Știință din România (2004)
- Doctor Honoris Causa al UMF Timișoara (2000), UMF Chișinău (2001), UMF Constanța (2002), UMF Oradea (2004) și al Universității Bioterra (2005)
- Ordinul „Meritul Militar” clasele 3, 2, 1
- Ordinul Național „Steaua României” – clasa V (1983)
- Ordinul Național „Steaua României” în grad de Cavaler (2002)

## Lucrări publicate
Profesorul Vasile Cândea este autorul a peste 750 de lucrări științifice, comunicate și publicate în reviste de specialitate din țară și de peste hotare sau la congrese, simpozioane naționale sau internaționale. El a publicat, ca autor sau coautor, mai multe monografii și tratate medicale, dintre care menționăm următoarele:
- Șocul: fiziopatologie, clinică, tratament (Ed. Militară, 1973, ed. a II-a, 1980; tradusă în lb. engleză, Ed. Abacus Press, 1977 și în lb. rusă, Ed. Militară, 1981) - coautor
- Sistemul limfatic în șocul traumatic (Ed. Militară, 1983)
- Chirurgie vasculară – Bolile arterelor (sub redacție)
- Știința la sfârșit de mileniu (Tipografia FED Grupul Drago Print, 1997) - coordonator
- Rolul omului de știință în societatea de tranziție (Ed. pentru Știință și Educație, 1998) - coordonator
- Dezvoltarea în pragul mileniului III (Ed. Europa Nova, 1999) - coordonator
- Chirurgie vasculară - Bolile arterelor (Ed. Tehnică, București, 2001) - autor și coordonator
- Chirurgie vasculară - Bolile venelor și limfaticelor (Ed. Tehnică, București, 2002) - autor și coordonator
- Patologie chirurgicală (Ed. Medicală, București, 2001) - coordonator și autor al capitolului "Chirurgia cordului și a vaselor mari”
- Tratatul de cardiologie (Ed. Medicală, București, 2003) - autor al secțiunii "Tratamentul chirurgical al valvulopatiilor"
- Ecocardiografia perioperatorie (Ed. UMF Carol Davila București, 2005) - coautor
- Apa – un miracol - sub redacție etc

De asemenea, a participat la peste 150 manifestări științifice naționale și internaționale, desfășurate în țări cum ar fi: Cehoslovacia, Grecia, Turcia, Franța, Germania, Canada, Albania, Austria, Bulgaria, Rusia, Anglia, Italia, Israel, Suedia, S.U.A., Brazilia, Australia ș.a.